# Träbåt
En träbåts uppbyggnad kan skilja sig från ett träfartyg men är i princip den samma. Kölen tillsammans med stävar och eventuellt akterspegel, bottenstockar som är bultade eller skruvade till köl eller kölfjäder och bottenstockarnas förlängning, upplängorna bildar en båts skelett. Köl och stävar är ofta sammanfogade med en haklask. En segelbåt har ofta så kallat dödträ mellan träköl och barlastkölen som kan bestå av bly eller järn.
Bordläggning.
Klink är i Skandinavien det äldsta sättet att bordlägga en båt.
Först kölsträcks båten (köl och stävar sätts upp och stagas med strävor).
Sedan bordläggs båten. Det första bordet, närmast kölen (sambordet), fästs i köl och/eller kölfjäder och stävar med spik, skruv eller nit. Ofta fälls bordet in i en spunning.
Nästa bord fästs utanpå sambordet med ett överlapp, så kallad lann eller lanning, oftast med nitar.
Klinkbordläggning byggs oftast på mallar efter ritning i modern tid.  Tidigare byggde båtbyggare utan mallar delvis på känn, det var litet av en yrkeshemlighet att bygga en båt.
Kravell kom till Skandinavien i slutet av medeltiden. 
Efter kölsträckning anbringades bottenstockar och upplängor och bordläggningen fästes på spanten. Båtens bord passades mot varandra så att det uppstod en kilformad nåt för plats för drev. I modern tid byggs 
kravell bordläggning med tät passning eventuellt med vattenfast limning. Borden skarvas på längden med en laskning
Läcktkravell utförs med läckt ena kanten konkav andra konvex yta som spikas och limmas mot varandra direkt mot spanten.